# Бжезини
Бжезини (пољ. Brzeziny) град је у Пољској. Налази се у Војводству Лођ (пољ. łódzkie), спада у повјат бжезињски (пољ. brzeziński) у општину Бжезини. Град има 12.417 становника, а густина насељености износи 575,4 становника по km². Град се простире на површини од 29,58 km². Бжезини статус града има од 14. века. Градоначелник града је Ева Јоланта Хојка (пољ. Ewa Jolanta Chojka).

## Демографија
| 2012.  |
| ------ |
| 12.587 |

Подаци су од 30. јуна 2004. године:
| Опис                       | Укупно | Укупно | Жене  | Жене  | Мушкарци | Мушкарци |
| -------------------------- | ------ | ------ | ----- | ----- | -------- | -------- |
| јединица                   | особа  | %      | особа | %     | особа    | %        |
| становништво               | 12 417 | 100    | 6.504 | 52,4  | 5.913    | 47,6     |
| густина насељености (ст/km²) | 575,4  | 575,4  | 301,4 | 301,4 | 274      | 274      |

По подацима од 2002 просечан доходак по глави становника је износио 12.927,02 .